# فرنسيس ويلسون برايس
فرنسيس ويلسون برايس (بالإنجليزية: Francis Wilson Price)‏ هو مبشر أمريكي، ولد في 25 فبراير 1895، وتوفي في 10 يناير 1974.